# Ґлінно (Лодзинське воєводство)
Ґлінно (пол. Glinno) — село в Польщі, у гміні Варта Серадзького повіту Лодзинського воєводства.
Населення — 205 осіб (2011).
У 1975-1998 роках село належало до Серадзького воєводства.

## Демографія
Демографічна структура станом на 31 березня 2011 року:
|          | Загалом | Допрацездатний вік | Працездатний вік | Постпрацездатний вік |
| -------- | ------- | ------------------ | ---------------- | -------------------- |
| Чоловіки | 92      | 15                 | 59               | 18                   |
| Жінки    | 113     | 22                 | 65               | 26                   |
| Разом    | 205     | 37                 | 124              | 44                   |